# 池内理那
池内 理那（いけうち りな、1992年〈平成4年〉11月4日 - ）は、日本のグラビアアイドル、タレント、元レースクイーン、元介護福祉士。

## 概要
埼玉県出身。介護福祉士として勤務しながらモデル、グラビアアイドルとして活躍し、SUPER GTレースクイーンも務めたこともある。その他、平塚競輪のレースクイーンやkawasakiバイクイメージガール「kazeギャル」のメンバーとして活動していた。
活動名は「池内 リナ」としていたが、2023年4月30日に本名の「池内 理那」として活動することを表明した。
現在は撮影会モデルを中心に活動し、「湘南女性写真研究会 2023年度ミス湘南グランプリ」に選ばれた。
特技は筋トレ、趣味はドライブや温泉巡りのほかにゴルフがあり、自身のInstagramでは「グラビアゴルファー」として投稿している。

## 出演歴

### レースクイーン
- SUPER GT RUNUP RIVAUX レースクイーン
- kawasakiバイクイメージガール（kazeギャル）
- 平塚競輪バンクエンジェルラウンドガール
- WWAウェイクボード世界大会2018アンバサダー

### バラエティ番組
・笑福亭鶴光のオールナイトニッポン
・事件です！阿部祐二のゴルフ塾
・有吉のダレトク!?
・林先生が驚く初耳学
・村上マヨネーズのツッコませて頂きます!

### 展示会・イベントコンパニオン
- ヘアショーモデル
- ハイネケンガール
- 東京ゲームショウ - 6wavesブースコスプレコンパニオン
- C3AFA TOKYO - SANKYOブース
- 東京モーターショー - HITACHIブース
- JAEPO2018 - KONAMIブース
- ダイドードリンコ新サービス発表会モデル
- エコプロダクツ
- システムコントロールフェア
- ET展 - 富士通ブース
- 日本血液学会
- CEATEC
- 国際福祉機器展

### 撮影会モデル
- 全東京写真連盟モデル
- 競泳水着横丁・ランジェリー横丁モデル